# Схенк ван Таутенбург, Георг
Барон Георг Схенк ван Таутенбург (Георг Шенк фон Таутенбург; нидерл. Georg Schenck van Toutenburg, нем. Georg Schenk von Tautenburg); 1480 (Виндишэшенбах) — (2 февраля 1540, Волленхове) — государственный и военный деятель Габсбургских Нидерландов.
Принадлежал к тюрингской дворянской фамилии Шенк фон Таутенбург, ветви рода Шенк фон Варгула, происходившей из министериалов. Сын Вильгельма Шенка фон Таутенбурга (1456–1520) и Кунигунды фон Теттау.
Мелкий немецкий феодал, прибыл в Нидерланды в 1496 году в свите нового епископа Утрехта Фридриха Баденского. В 1502 году был назначен дростом и схаутом города Волленхове в Оверэйсселе. Натурализовавшись в Нидерландах, благодаря браку с представительницей местного дворянства, приобрел земельные владения и основал в Волленхове замок Таутенбург, названный в честь родового гнезда в Тюрингии.
Принимал активное участие в борьбе императора Карла V за покорение Северных Нидерландов, где основным противником был Карл Гелдернский. В 1520 году стал бароном, в 1521 году назначен штатгальтером Фрисландии.
В 1522 году был направлен на завоевание Кувордена. В ходе наступления захватил Хасселт и приступил к осаде крепости Генемейден в Оверэйсселе, где получил огнестрельное ранение. Во время преследования генемейденского гарнизона во главе с Каспером фон Мервиком  армия ван Таутенбурга была атакована герцогом Гелдернским и полностью разбита.
Продолжая завоевание Оверэйссела, Георг в 1527 году осадил Хаттем, под стенами которого был убит его младший брат Эрнст. В следующем году Схенк ван Таутенбург был назначен первым штатгальтером покоренного Оверэйссела.
В декабре 1531 на капитуле в Турне был принят в рыцари ордена Золотого руна.
Преследуя протестантов, году Схенк ван Таутенбург в апреле 1535 года уничтожил группу анабаптистов в Олдеклостере во Фрисландии; в числе погибших был брат Менно Симонса.
В 1536 году попытка Карла Гелдернского взять под контроль Гронинген привела к возобновлению войны. В мае командир гелдернских наемников Мейнхарт фон Хамме занял городок Дам (Аппингедам), близ Гронингена, после чего жители Гронингена решили прекратить внутреннюю борьбу и принять власть Габсбургов. Схенк ван Таутенбург разгромил войско герцога Гелдернского и его местных союзников в битве при Хейлигерле, и вступил в Гронинген 8 июня 1536. Затем он разгромил отряды Хамме в пограничном районе Вестерволде, и гелдернцы фон Хамме отступили в Дам, где был осаждены и сдались 17 сентября.
Карл V передал Вестерволде Георгу как личный фьеф, входивший в состав Габсбургских Нидерландов, но не являвшийся частью провинции Гронинена.
После этого Схенк ван Таутенбург выступил на Куворден, с 1522 года находившийся под управлением дроста провинции Дренте Иоганна фон Зельбаха. Город сдался в ноябре 1536 после двухмесячной осады на почетную капитуляцию.
По мирному договору в Граве в декабре 1536 герцог Гелдернский передал императору власть над Гронингеном и Дренте, штатгальтером которых стал Схенк ван Таутенбург.
Умер в 1540 году от последствий ранения, полученного в 1522 году.

## Семья
1-я жена: Анна де Вос ван Стенвик (ум. 1526), дочь Конрада де Воса ван Стенвика
Дети:
- Фредерик Схенк ван Таутенбург (1503–1580), первый архиепископ Утрехта
- Людвиг (1505–1526)
- Мария (1510–1552), аббатиса в Ринсбурге

2-я жена (17.11.1526): Жанна д'Эгмонт (1498–1541), дочь графа Жана III д'Эгмонта и Магдалены фон Верденберг
Дети:
- Карл (1527–1571)
- Георг (1529–?)
- Иоганн (1531–?)